# Руокооя (приток Лендерки)
Руокооя или Руоккойоки — река в России, протекает по Муезерскому району Карелии и по границе России и Финляндии. Устье реки находится на левом берегу реки Лендерки в месте пересечения ей государственной границы. Длина реки составляет 14 км.
Принимает два левых притока, полностью протекающих по территории Финляндии: Куйккапуро и Пусуринйоки.

## Данные водного реестра
По данным государственного водного реестра России относится к Балтийскому бассейновому округу, водохозяйственный участок реки — Реки Карелии бассейна Балтийского моря на границе РФ с Финляндией, включая оз. Лексозеро. Относится к речному бассейну реки Реки Карелии бассейна Балтийского моря.
Код объекта в государственном водном реестре — 01050000112102000010358.